# Raubschloss Ringethal
Das Raubschloss Ringethal (oder auch Burg Lewenhain) ist eine abgegangene Höhenburg auf einem Felssporn über der Zschopau westlich von Ringethal in Sachsen. Die Anlage entstand vermutlich im 13. Jahrhundert.

## Beschreibung und Geschichte
Die erste urkundliche Erwähnung stammt aus dem Jahre 1221 als Herrensitz "Vlricus de Ringenhagen" (Ulrich von Ringenhagen).
Aufgrund ihrer Lage kann die Anlage zum Typus der Spornburgen gezählt werden. Sie besaß ein unregelmäßiges Kernwerk von etwa 15 mal 22 Metern auf einer Felsklippe über einer Schleife der Zschopau. Das Kernwerk wurde 1804 mit künstlichen Ruinen bebaut. Davor verlaufen von Westen über die Nordseite nach Osten ein Abschnittsgraben von etwa 7 bis 8 Metern Breite und ein Außenwall von 5 Metern Breite. Der Graben liegt etwa 8 Meter tiefer als das Kernwerksplateau. Der Außenwall bezieht natürliche Felsklippen mit ein oder übergeht diese. Im Norden und Osten liegen vor diesem Wall ein weiterer Graben sowie ein Außenwall. Im Süden und Südosten bildet der Steilhang die natürliche Abgrenzung.
Die Herrschaft Ringethal bestand aus dem Rittersitz Ringethal und den Bauerndörfern Falkenhain, Hermsdorf und Erlebach. Zunächst auf dem Arnsberg (Einsiedelei) in einer Zschopauschleife auf einem Felssporn angelegt, wurde der Herrschaftssitz 1315 auf das Raubschloss verlagert.

## Gegenwart
Die Anlage wurde am 15. Juni 1962 unter Bodendenkmalschutz gestellt. Sie kann über angelegte Wege begangen werden, Schrifttafeln weisen auf die Historie des Ortes hin. Vom ehemaligen Kernwerk kann die Schleife der Zschopau eingesehen werden.